# Bán tổng thống chế

Những quốc gia cộng hòa tổng thống được biểu thị bằng màu xanh biển (xanh lá nhạt biểu thị các quốc gia có quốc hội bầu tổng thống và có thể giải tán nội các) trong khi đó các quốc gia bán tổng thống chế được biểu thị bằng màu vàng.

Bán tổng thống chế hay Hệ thống bán tổng thống hoặc còn được biết như hệ thống tổng thống đại nghị hoặc  hệ thống thủ tướng tổng thống (tiếng Anh: semi-presidential system, presidential-parliamentary system, premier-presidential system) là một hệ thống chính phủ trong đó có một tổng thống và một thủ tướng. Cả hai viên chức này đều là những người tham dự vào việc điều hành chính sự quốc gia hàng ngày. Hệ thống này khác hệ thống cộng hòa đại nghị vì có một nguyên thủ quốc gia được người dân bầu lên nhưng chỉ là nguyên thủ biểu tượng nghi thức và khác với hệ thống tổng thống vì có nội các phải chịu trách nhiệm trước quốc hội mặc dù được tổng thống bổ nhiệm. Quốc hội có thể bắt buộc nội các từ chức qua một cuộc biểu quyết bất tín nhiệm.
Thuật từ này đầu tiên xuất hiện trong tác phẩm xuất bản năm 1978 của nhà khoa học chính trị Maurice Duverger khi ông diễn tả Đệ ngũ Cộng hòa Pháp mà trong đó ông gọi là một régime semi-présidentiel (tiếng Pháp có nghĩa là chế độ bán tổng thống).

## Điểm yếu của quốc hội
Các hệ thống bán-tổng thống có đặc điểm là bị giới hạn bởi quyền lực của quốc hội, trái ngược không chỉ với hệ thống đại nghị mà còn trái ngược với các hệ thống tổng thống toàn phần. Hiến pháp Cộng hòa Pháp liệt kê rõ ràng các vấn đề mà quốc hội được phép làm luật, trong khi những việc khác được dành riêng cho các sắc lệnh của chính phủ; hiến pháp nghiêm cấm các kỳ họp dài hơn bốn tháng trong một năm mà không có lệnh của thủ tướng hay đảng đa số của thủ tướng và một sắc lệnh của tổng thống; nó dẹp bỏ bất cứ đạo luật hay tu chính án nào làm giảm tiền công quỹ hay gia tăng gánh nặng lên công chúng; và nó chỉ cho phép quốc hội có không quá 8 ủy ban quốc hội, như thế giảm bớt sức tải công việc lên quốc hội so với các quốc hội tổng thống chế toàn phần như Quốc hội Hoa Kỳ.

## Sự phân chia quyền lực
Cách thức quyền lực được chia giữa tổng thống và thủ tướng có thể rất khác nhau giữa các quốc gia. Thí dụ tại Pháp, trong trường hợp "đồng sinh" khi tổng thống và thủ tướng là người từ hai đảng đối lập nhau thì tổng thống có trách nhiệm về ngoại giao và thủ tướng lo về chính sách đối nội. Trong trường hợp này, sự phân chia quyền lực giữa thủ tướng và tổng thống không được nói rõ ràng trong hiến pháp nhưng đã tiến hóa thành như một thỏa thuận chính trị. Tại Phần Lan thì ngược lại, trường hợp như thế được nói rõ ràng trong hiến pháp: "chính sách đối ngoại do tổng thống đảm trách cùng với sự hợp tác của nội các".

## Chính phủ đồng sinh
Hệ thống bán-tổng thống đôi khi có thể trải qua những giai đoạn mà tổng thống và thủ tướng thuộc các đảng phái chính trị khác và đối lập nhau. Tình trạng này được gọi là "chính phủ đồng sinh" (cohabitation), một thuật từ có nguồn gốc bắt đầu từ Pháp khi tình trạng như thế xảy ra lần đầu tiên vào thập niên 1980. Trong đa số trường hợp, kết quả đồng sinh từ một hệ thống chính phủ mà hai chức vụ hành pháp không được bầu lên cùng lúc hoặc cho cùng nhiệm kỳ. Chẳng hạn, vào năm 1981, nước Pháp bầu lên một tổng thống thuộc đảng Xã hội và một quốc hội với đa số thành viên thuộc đảng Xã hội. Kết quả là nước Pháp khi đó có cả 1 tổng thống và một thủ tướng đều thuộc đảng Xã hội. Nhưng trong khi nhiệm kỳ của tổng thống Pháp là 7 năm thì nhiệm kỳ của quốc hội Pháp chỉ có 5 năm. Khi cuộc bầu cử quốc hội diễn ra vào năm 1986, người Pháp lại bầu lên một quốc hội trung-hữu vì thế tổng thống đảng xã hội là Francois Mitterrand bị buộc phải "đồng sinh" với một vị thủ tướng cánh hữu.
Đồng sinh có thể tạo ra một hệ thống hữu hiệu về kiểm soát và cân bằng quyền lực hay cũng có thể tạo ra một thời kỳ căng thẳng còn tùy thuộc vào thái độ của hai nhà lãnh đạo, tư tưởng của đảng của họ, hay những đòi hỏi của các cử tri. Lấy một thí dụ điển hình, nền chính trị của quốc đảo Sri Lanka trong nhiều năm đã chứng kiến một cuộc dằn co dữ dội giữa tổng thống và thủ tướng, thuộc từ hai đảng khác nhau và được bầu lên riêng lẻ, về vấn đề các cuộc thương lượng với Lực lượng Hổ Tamil để giải quyết cuộc nội chiến kéo dài.